# Masters de tennis masculin 1981
Le Masters Grand Prix 1981 est la 12e édition du Masters de tennis masculin, qui réunit les huit meilleurs joueurs disponibles en fin de saison ATP en simple. Les quatre meilleures équipes de double sont également réunies pour la 8e fois.

## Faits marquants
En l'absence du double tenant du titre Björn Borg, le tchèque Ivan Lendl remporte sa victoire la plus prestigieuse en carrière. Invaincu pendant l'épreuve, tombeur du numéro un mondial John McEnroe en demi finale, il inverse une situation très compromise en finale pour finalement l'emporter. Mené deux sets à zéro par un superbe Vitas Gerulaitis, Lendl gagne enfin ses galons de grand champion - loin de l'image de "poule mouillée" que Connors lui avait trop rapidement attribuée.

## Simple

### Participants
| #  | Rang | Joueur           | Pays            |
| -- | ---- | ---------------- | --------------- |
| 1. | 1    | John McEnroe     | États-Unis      |
| 2. | 2    | Ivan Lendl       | Tchécoslovaquie |
| 3. | 3    | Jimmy Connors    | États-Unis      |
| 4. | 5    | José Luis Clerc  | Argentine       |
| 5. | 6    | Guillermo Vilas  | Argentine       |
| 6. | 8    | Eliot Teltscher  | États-Unis      |
| 7. | 9    | Vitas Gerulaitis | États-Unis      |
| 8. | 11   | Roscoe Tanner    | États-Unis      |

## Phase de groupes

### Groupe 1
Résultats
| Vainqueur        | Vaincu           | Score         |
| Ivan Lendl       | Guillermo Vilas  | 6-4, 6-1      |
| Vitas Gerulaitis | José Luis Clerc  | 7-6, 6-1      |
| Ivan Lendl       | José Luis Clerc  | Clerc forfait |
| Vitas Gerulaitis | Guillermo Vilas  | 6-1, 6-4      |
| Guillermo Vilas  | José Luis Clerc  | 6-1, 7-5      |
| Ivan Lendl       | Vitas Gerulaitis | 4-6, 7-5, 6-2 |

Classement
| #  | Rang | Joueur           | Matches G - P | Sets G - P | Jeux G - P |
| -- | ---- | ---------------- | ------------- | ---------- | ---------- |
| 1. | 2    | Ivan Lendl       | 3 - 0         | 4 - 1      | 29 - 18    |
| 2. | 9    | Vitas Gerulaitis | 2 - 1         | 5 - 2      | 38 - 29    |
| 3. | 6    | Guillermo Vilas  | 1 - 2         | 2 - 4      | 23 - 30    |
| 4. | 5    | José Luis Clerc  | 0 - 3         | 0 - 4      | 13 - 26    |

### Groupe 2
Résultats
| Vainqueur       | Vaincu          | Score         |
| Eliot Teltscher | Roscoe Tanner   | 4-6, 6-1, 6-4 |
| John McEnroe    | Jimmy Connors   | 6-2, 7-5      |
| Roscoe Tanner   | Jimmy Connors   | 7-6, 6-7, 7-6 |
| Eliot Teltscher | John McEnroe    | 6-4, 6-1      |
| Jimmy Connors   | Eliot Teltscher | 7-5, 6-1      |
| John McEnroe    | Roscoe Tanner   | 6-3, 6-2      |

Classement
| #  | Rang | Joueur          | Matches G - P | Sets G - P | Jeux G - P |
| -- | ---- | --------------- | ------------- | ---------- | ---------- |
| 1. | 8    | Eliot Teltscher | 2 - 1         | 4 - 3      | 34 - 29    |
| 2. | 1    | John McEnroe    | 2 - 1         | 4 - 2      | 30 - 24    |
| 3. | 3    | Jimmy Connors   | 1 - 2         | 3 - 4      | 39 - 39    |
| 4. | 11   | Roscoe Tanner   | 1 - 2         | 3 - 5      | 36 - 47    |

## Phase finale
|  |                  |            |                  |            |            |     |   |        |        |        |        |        |        |        |
|  | 1/2 finale       | 1/2 finale | 1/2 finale       | 1/2 finale | 1/2 finale |     |   | Finale | Finale | Finale | Finale | Finale | Finale | Finale |
|  |                  |            |                  |            |            |     |   |        |        |        |        |        |        |        |
|  |                  |            |                  |            |            |     |   |        |        |        |        |        |        |        |
|  | Ivan Lendl       | (2)        | 6                | 6          |            |     |   |        |        |        |        |        |        |        |
|  | Ivan Lendl       | (2)        | 6                | 6          |            |     |   |        |        |        |        |        |        |        |
|  | John McEnroe     | (1)        | 4                | 2          |            |     |   |        |        |        |        |        |        |        |
|  | John McEnroe     | (1)        | 4                | 2          | Ivan Lendl | (2) | 6 | 2      | 7      | 6      | 6      |        |        |        |
|  |                  |            |                  |            |            | (2) | 6 | 2      | 7      | 6      | 6      |        |        |        |
|  |                  |            | Vitas Gerulaitis | (7)        | 7          | 6   | 6 | 2      | 4      |        |        |        |        |        |
|  | Vitas Gerulaitis | (7)        | Vitas Gerulaitis | (7)        | 7          | 6   | 6 | 2      | 4      | 7      | 4      | 6      |        |        |
|  | Vitas Gerulaitis | (7)        |                  |            |            |     |   |        |        | 7      | 4      | 6      |        |        |
|  | Eliot Teltscher  | (6)        | 5                | 6          | 2          |     |   |        |        |        |        |        |        |        |
|  | Eliot Teltscher  | (6)        | 5                | 6          | 2          |     |   |        |        |        |        |        |        |        |

## Double
|  |                                |                            |                           |            |            |   |   |        |        |        |        |        |
|  | 1/2 finale                     | 1/2 finale                 | 1/2 finale                | 1/2 finale | 1/2 finale |   |   | Finale | Finale | Finale | Finale | Finale |
|  |                                |                            |                           |            |            |   |   |        |        |        |        |        |
|  |                                |                            |                           |            |            |   |   |        |        |        |        |        |
|  | Peter Fleming John McEnroe     |                            | 6                         | 6          |            |   |   |        |        |        |        |        |
|  | Peter Fleming John McEnroe     |                            |                           |            |            |   |   |        |        |        |        |        |
|  | Peter McNamara Paul McNamee    |                            | 1                         | 3          |            |   |   |        |        |        |        |        |
|  | Peter McNamara Paul McNamee    | Peter Fleming John McEnroe | 1                         | 3          |            | 6 | 6 |        |        |        |        |        |
|  |                                |                            |                           |            |            | 6 | 6 |        |        |        |        |        |
|  |                                |                            | Kevin Curren Steve Denton |            | 3          | 3 |   |        |        |        |        |        |
|  | Heinz Günthardt Balázs Taróczy |                            | Kevin Curren Steve Denton | 7          | 3          | 3 | 3 | 3      |        |        |        |        |
|  | Heinz Günthardt Balázs Taróczy |                            |                           | 7          |            |   | 3 | 3      |        |        |        |        |
|  | Kevin Curren Steve Denton      |                            | 5                         | 6          | 6          |   |   |        |        |        |        |        |
|  | Kevin Curren Steve Denton      |                            | 5                         | 6          | 6          |   |   |        |        |        |        |        |